# Allende (estación)
Allende es una de las estaciones que forman parte del Metro de la Ciudad de México, perteneciente a la Línea 2. Se ubica en el centro de la Ciudad de México, en la alcaldía Cuauhtémoc.

## Información general
Debe su nombre a estar situada cerca de la calle de Allende. El isotipo representa la silueta de un busto de Ignacio Allende, uno de los principales héroes de la independencia en su primera etapa.
Una particularidad de esta estación, al igual que en la estación Tezozómoc, es que sus dos plataformas que sirven a cada uno de los sentidos de la línea no están conectadas entre sí en el interior de la estación. Para cambiar de dirección, es necesario salir de la estación, cruzar la calle, comprar un nuevo boleto e ingresar por el otro sentido; o regresar a las estaciones previas (Bellas Artes o Zócalo / Tenochtitlan, según sea el caso) sin necesidad de pagar otro boleto.
Es la estación con los andenes más delgados del sistema, debido al tamaño de la calle. Además, sus taquillas son pequeñas.

### Afluencia
En 2014 la estación presentó una afluencia promedio anual de 29,104 personas.
| Tipo de día   | Afluencia promedio |
| ------------- | ------------------ |
| Día laboral   | 29 945             |
| Fin de semana | 27 986             |
| Día festivo   | 18 458             |
| Total anual   | 29 104             |

La siguiente tabla muestra la afluencia de la estación en los últimos 10 años:
| Afluencia Anual de Pasajeros | Afluencia Anual de Pasajeros | Afluencia Anual de Pasajeros | Afluencia Anual de Pasajeros | Afluencia Anual de Pasajeros | Afluencia Anual de Pasajeros |
| ---------------------------- | ---------------------------- | ---------------------------- | ---------------------------- | ---------------------------- | ---------------------------- |
| Año                          | Afluencia                    | A Diario                     | Ranking                      | Incremento                   | Ref.                         |
| 2024                         | -                            | -                            | -                            | -                            |                              |
| 2023                         | 7,838,402                    | 21,475                       | 44°/187                      | +27.11%                      | [ 3 ]                        |
| 2022                         | 6,166,534                    | 16,894                       | 59°/175                      | +45.09%                      | [ 4 ]                        |
| 2021                         | 4,250,192                    | 11,644                       | 72°/195                      | +4.99%                       | [ 5 ]                        |
| 2020                         | 4,048,169                    | 11,060                       | 90°/195                      | -61.59%                      | [ 6 ]                        |
| 2019                         | 10,538,474                   | 28,872                       | 46°/195                      | -0.64%                       | [ 7 ]                        |
| 2018                         | 10,605,916                   | 29,057                       | 47°/195                      | -2.88%                       | [ 8 ]                        |
| 2017                         | 10,920,111                   | 29,918                       | 42°/195                      | -4.42%                       | [ 9 ]                        |
| 2016                         | 11,425,327                   | 31,216                       | 40°/195                      | -3.25%                       | [ 10 ]                       |
| 2015                         | 11,808,693                   | 32,352                       | 37°/195                      | -6.89%                       | [ 11 ]                       |

## Conectividad

### Salidas
- Calle Tacuba, Colonia Centro.
- Calle Tacuba y Calle Motolinía, Colonia Centro.

## Sitios de interés
- Casa de los Condes de Miravalle
- Casino Español
- Teatro de la Ciudad Esperanza Iris
- Palacio Legislativo de Donceles
- Escuela Superior de Ingeniería Mecánica y Eléctrica (ESIME)
- Jardín de la Triple Alianza
- Palacio de Iturbide
- Biblioteca del Congreso de la Unión
- Restaurante Café de Tacuba